# マイク・マイニエリ

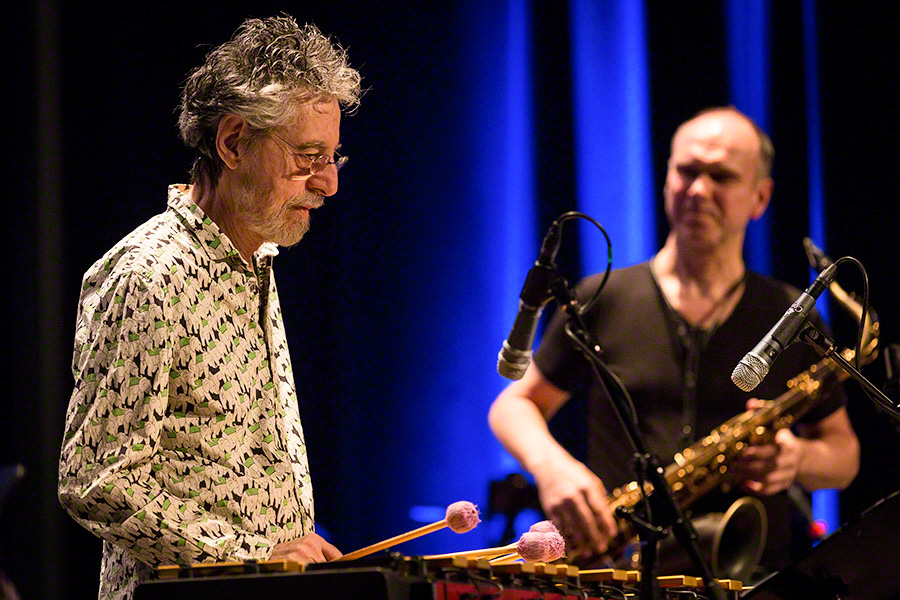
マイク・マイニエリ（2016年）

マイク・マイニエリ（Mike Mainieri、1938年7月4日 - ）は、ジャズ・フュージョンのヴィブラフォン奏者。ニューヨークのブロンクス出身。NYCレコードの設立者でもある。
ジャズではゲイリー・バートンが広めたバートン・グリップが主流であるが、ジャズ界では少ないムッサー・グリップの奏者であり、ムッサー・グリップの音量が出ないという弱点をエレクトリック・アタッチメントの併用で克服したシンセ・ヴァイブの第一人者でもある。代表作にアルバム『ラヴ・プレイ』(1977年、Arista)など。

## バイオグラフィ
1938年7月4日にニューヨークに生まれる。12歳からヴィブラフォンを学び、14歳でプロ・デビューしている。バディ・リッチのオーケストラに参加し、知名度を得た。1961年度の『ダウン・ビート』誌の批評家投票でヴィブラフォン部門の新人賞に選ばれる。同年、長期に及ぶ国務省派遣ツアーに参加するが外地で病に伏し演奏活動の中断を余儀なくされる。このブランクの後に1962年録音の初リーダー作『ブルース・オン・ジ・アザー・サイド』を発表。この作品は長らく廃盤であったが1999年に復刻リリースされている。キャリアのほとんどでニューヨークを中心に活動しており、1970年代始めにはブレッカー兄弟やスティーヴ・ガッドらとともにニューヨーク派フュージョンの先駆的グループ「ホワイト・エレファント」を主宰していた。このグループは流動的にメンバーが入れ替わるセッション的な活動を行なっていたため、その活動はほとんど知られることがなく、1972年にアルバム1枚を発表して解散した。1977年に発表したリーダー作『ラヴ・プレイ』にはデイヴィッド・サンボーンやマイケル・ブレッカー、スティーヴ・ガッド、デヴィッド・スピノザ、ウィル・リーらの名手が参加しているが、発売当時は話題にはあがらなかった。
日本で知名度を得るきっかけとなったのは1978年にピアニスト/キーボーディストの深町純が中心となり結成された「ニューヨーク・オールスターズ」の日本ツアーにて、マイニエリの曲「ラヴ・プレイ」がフィーチャーされ、人気を集めたことである（『深町純&ニューヨーク・オールスターズ/ライヴ』収録）。これにより自己のアルバム『ラヴ・プレイ』も注目を浴び、1970年代後半のフュージョンを代表する一枚となる。
翌年にマイケル・ブレッカー、ドン・グロルニック、エディ・ゴメス、スティーヴ・ガッドと「ステップス」を結成し、日本のフュージョン界で活躍するギタリスト渡辺香津美をゲストに迎えたツアーで大評判を得る。またこのツアーが縁で1980年に、渡辺香津美の代表作のひとつとなる『TO CHI KA』をプロデュースしている。
ステップスは1983年にエレクトラ・レコードと契約し大きく進出しようとするが、既に同名のグループが存在していたため、「ステップス・アヘッド」と改名する。初期はアコースティック・ジャズをメインとしていたが、徐々にエレクトリック・ジャズ（フュージョン）へとシフトしていく。
1992年には自己レーベルNYCレコードを設立する。
2004年夏、日本で開催されたマウント・フジ・ジャズ・フェスティバルへ出演するため限定的に「ステップス・アヘッド」を再結成。あまりにも好評であったので、その後も世界ツアーを行った。2007年現在、僚友マイケル・ブレッカーを病で失いつつも、若干のメンバー変更を行いながらライブ活動を継続している。近年は、ソロ活動は少ないもののデイヴィッド・サンボーンの「クローサー」へゲストで出演。

## ディスコグラフィ

### リーダー・アルバム
- 『ブルース・オン・ジ・アザー・サイド』 - Blues on the Other Side (1963年、Argo) ※マイク・マイニエリ・カルテット名義
- 『エレクトリック・チューブ』 - Journey Thru an Electric Tube (1968年、Solid State)
- 『インサイト』 - Insight (1968年、Solid State) ※マイク・マイニエリ・カルテット名義
- 『ホワイト・エレファント』 - White Elephant (1972年、Just Sunshine) ※ホワイト・エレファント名義
- 『ラヴ・プレイ』 - Love Play (1977年、Arista)
- 『フリー・スマイルズ : ライヴ・アット・モントルー1978』 - Free Smiles: Live at Montreaux 1978 (1978年、Arista Novus) ※with ウォーレン・バーンハート
- 『ブルー・モントルー』 - Blue Montreux (1979年、Arista) ※日本盤はアリスタ・オール・スターズ名義。with ウォーレン・バーンハート、マイケル・ブレッカー、ランディ・ブレッカー、ラリー・コリエル
- 『ワンダーラスト』 - Wanderlust (1981年、Warner Bros.)
- Man Behind Bars (1995年、NYC)
- 『アメリカン・ダイアリー』 - An American Diary (1995年、NYC)
- 『ライヴ・アット・セヴンス・アヴェニュー・サウス』 - Live at the Seventh Avenue South (1996年、NYC) ※マイク・マイニエリ・クインテット名義[2]
- An American Diary: The Dreamings (1997年、NYC)
- 『曙光 -Northern Lights-』 - Northern Lights (2006年、NYC)
- 『リマージュ』 - L'Image 2.0 (2009年、L'Image) ※リマージュ名義
- Crescent (2010年、NYC)
- 『ロータス・ナイト』 - Lotus Night (2016年、Warner Music) ※with 渡辺香津美、ウォーレン・バーンハート